# Kosmača
Kosmača (izvirno srbsko Космача) je naselje v Srbiji, ki upravno spada pod Občino Kuršumlija; slednja pa je del Topliškega upravnega okraja.

## Demografija
V naselju živi 106 polnoletnih prebivalcev, pri čemer je njihova povprečna starost 58,0 let (53,3 pri moških in 62,2 pri ženskah). Naselje ima 58 gospodinjstev, pri čemer je povprečno število članov na gospodinjstvo 1,86.
To naselje je, glede na rezultate popisa iz leta 2002, večinoma srbsko, a v času zadnjih treh popisov je opazno zmanjšanje števila prebivalcev.
|  |

| Demografija | Demografija     | Demografija     |
| Leto        | Št. prebivalcev | Št. prebivalcev |
| ----------- | --------------- | --------------- |
|             |                 |                 |
|             |                 |                 |
|             |                 |                 |
|             |                 |                 |
| 1948        | 828             |                 |
| 1953        | 895             |                 |
| 1961        | 783             |                 |
| 1971        | 509             |                 |
| 1981        | 262             |                 |
| 1991        | 160             | 160             |
| 2002        | 110             | 108             |
|             |                 |                 |

| Etnična sestava po popisu iz leta 2002 | Etnična sestava po popisu iz leta 2002 | Etnična sestava po popisu iz leta 2002 | Etnična sestava po popisu iz leta 2002 | Etnična sestava po popisu iz leta 2002 |
| -------------------------------------- | -------------------------------------- | -------------------------------------- | -------------------------------------- | -------------------------------------- |
| Srbi                                   | Srbi                                   |                                        | 107                                    | 99,07%                                 |
| Neznano                                | Neznano                                |                                        | 1                                      | 0,92%                                  |